# セント・ピーター・ポート
セント・ピーター・ポート（St. Peter Port）とはヨーロッパのイギリス海峡のチャンネル諸島に位置するガーンジー島の都市である。周辺の島を含め構成される、イギリスの王室属領（英: Crown dependencies）のガーンジー代官管轄区の首都である。セント・ピーター・ポートという表記は英語由来のもので、かつてガーンジーのもう1つの公用語であったフランス語ではサン・ピエール・ポール（フランス語: Saint-Pierre-Port）となる。
島の東の海岸に位置し、ガーンジー島の商業や交通の中心及びガーンジー島の主要な港である。またセント・ピーター・ポートから南西4.6キロメートル (2.9 mi)にガーンジー島で最大の国際空港、ガーンジー空港がある。人口は1.8万人（2016年）。